# Zacateken

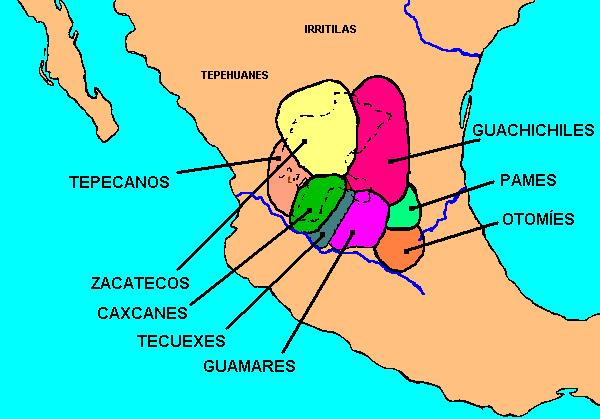
Leefgebied van de Zacateken ten opzichte van andere volken in Mexico.

De Zacateken waren een nomadisch Chichimeeks volk dat leefde in Noord-Centraal Mexico.
Tegenwoordig zijn de Zacateken verdwenen; of in ieder geval niet meer als volk herkenbaar, daar zij geheel geassimileerd zijn. Het is niet bekend of er nog volbloed Zacateken in leven zijn, doch onder mestiezen hebben zij nog talloze afstammelingen. Deze leven voornamelijk in Zacatecas en Durango. De naam komt van het Nahuatl Zacatecah, wat "mensen van gras", betekent, dit vanwege de grassige vlaktes waarop zij leefden. De staat Zacatecas is naar de Zacateken vernoemd.